# Copiphana oliva
Copiphana oliva är en fjärilsart som beskrevs av Otto Staudinger 1894. Copiphana oliva ingår i släktet Copiphana och familjen nattflyn. Inga underarter finns listade i Catalogue of Life.